# Utulei
Utulei är en ort i Amerikanska Samoa (USA).   Den ligger i distriktet Östra distriktet, i den västra delen av landet, 2 km öster om huvudstaden Pago Pago. Utulei ligger 126 meter över havet och antalet invånare är 683. Den ligger på ön Tutuila Island.
Terrängen runt Utulei är huvudsakligen kuperad, men söderut är den platt. Havet är nära Utulei åt nordost.  Närmaste större samhälle är Pago Pago, 2,3 km väster om Utulei. 